# Алис ин Чейнс
„Алис ин Чейнс“ (на английски: Alice in Chains) е американска рок група, популярна през 1990-те години.
Техният уникален стил, смесващ мрачни хармонични мелодии с режещи китарни рифове, ги прави еднакво добре приети, както в алтернативната гръндж сцена, така и в метъл средите.
Групата е създадена в Сиатъл през 1987 г. и става част от сиатълската гръндж вълна в края на 80-те и началото на 90-те. Постига широка популярност с албума си Dirt от 1992, което им печели комерсиална слава, нетипична за повечето базирани в Сиатъл алтернативни банди.

## История
Alice in Chains е една от най-успешните гръндж групи наред с Нирвана, Саундгардън и Пърл Джем. Групата е създадена през 1987 г. от Лейн Стейли (Layne Staley) – вокал, Джери Кантрел – китара, Майк Стар на бас и Шон Кини – ударни. Първият запис, който издават е ЕР-то „We Die Young“ след като са сключили договор с компания. Издаденият след това албум „FaceLift“ и сингълът „Man In The Box“ носят на групата голям успех и я поставят на международна сцена. Следващите години са успешни за групата. След издаването на албумите „Dirt“ (1992), „Jar Of Flies“ (1994), „Alice In Chains“ (1995). Концертите на групата са агресивни изпълнения, а подгряваща група е „Puddle of Mudd“. Често Лейн Стейли е на ръба на гласовите и физическите си способности. При счупването на крак, той отказва да спре турне и дори пее в инвалидна количка. През 1996 и 1999 са издадени „Unplugged“ и „Music Bank“. Следва „Greatest Hits“ през 2001 г. 2002 г. е последна за „Alice In Chains“ с Лейн Стейли след смъртта му на 5 април от свръх доза спийдбол. Вокалът на групата е бил в депресия след смъртта на приятелката си. Месец април се превръща във фаталния месец за грънджа след като вокала на „Нирвана“ Кърт Кобейн се самоубива през април 1994 г.

## Състав
| Сегашни членове - Джери Кантръл – китара и вокали (1987 – 2002; 2005– ) - Шон Кини – барабани (1987 – 2002; 2005– ) - Майк Инес – бас (1993 – 2002; 2005– ) - Уилям Дювал – вокали (2006– ) |  | Предишни членове - Майк Стар – бас (1987 – 1993) - Лейн Стейли – вокали (1987 – 2002) |

## Дискография
| - 1990 – Facelift - 1992 – Dirt - 1995 – Alice in Chains - 2009 – Black Gives Way to Blue - 2013 – The Devil Put Dinosaurs Here - 2018 – Rainier Fog - 1996 – Unplugged - 2000 – Live - 1990 – We Die Young - 1992 – Sap - 1994 – Jar of Flies - 1999 – Nothing Safe: The Best Of The Box - 1999 – Music Bank - 2001 – Greatest Hits - 2006 – The Essential Alice in Chains |